# Lilla Vickleby naturvårdsområde
Lilla Vickleby naturvårdsområde är ett Naturvårdsområde (som sedan 1998 likställt med naturreservat) i Mörbylånga kommun i Kalmar län.
Området är naturskyddat sedan 1999 och är 613 hektar stort. Reservatet består av  hällmarksalvar. 